# دهستان چوپانان
دهستان چوپانان نام دهستانی در بخش انارک شهرستان نائین، استان اصفهان در ایران است.

## جمعیت
بر اساس سرشماری مرکز آمار ایران در سال ۱۳۸۵، جمعیت آن ۱۶۱۹ نفر (۵۰۸ خانوار) بوده‌است.